# Bijuterie

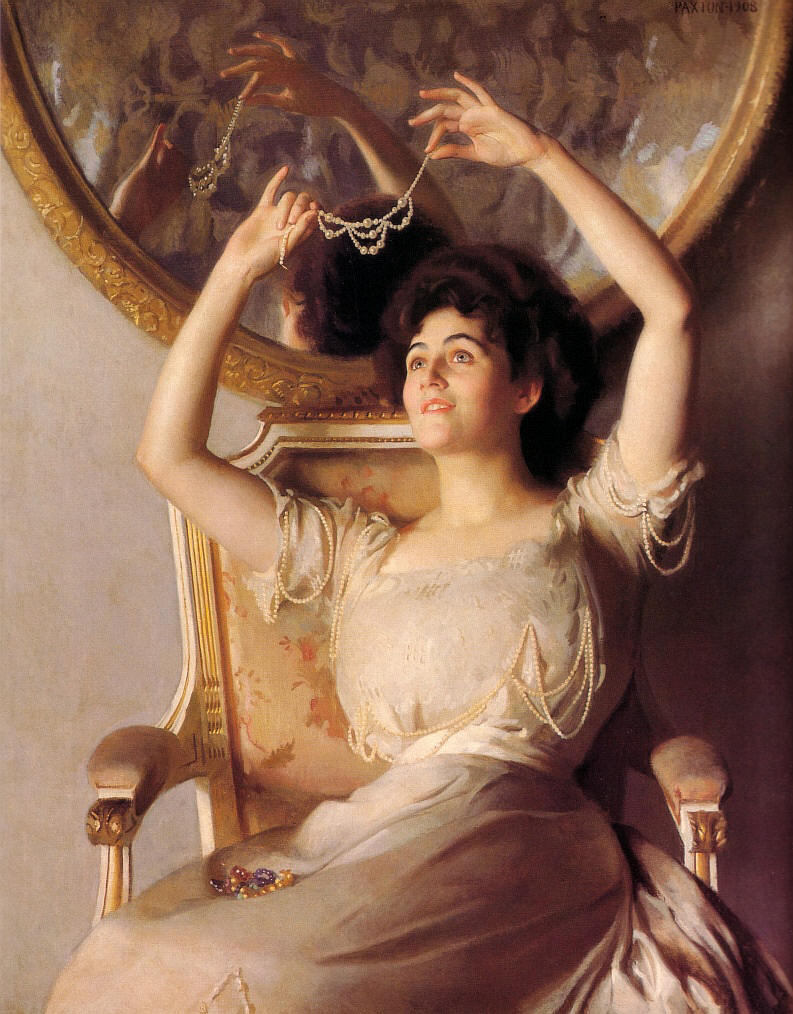
Șiragul de perle (1908) de William Paxton

Bijuteria este un obiect de podoabă, confecționat din metale sau materiale prețioase, având scopul de a înfrumuseța sau a etala bunăstarea purtătorului.

## Istoric
Cercetările au demonstrat că deja cu 100 000 de ani în urmă omul a căutat să se împodobească cu scoici.
Dovezi sigure atestează însă faptul că cel puțin cu 25 000 de ani în urmă în epoca de piatră, s-au folosit bijuterii la gât ca șiraguri alcătuite din dinți de animale, cochilii de melci, veretebre de pește, oase, perle, chihlimbar. 
In perioada când s-a cunoscut prelucrarea metalelor epoca bronzului apar obiecte de podoabă din metal de diferite forme, mai târziu din sticlă. 
Obiectele de podoabă fiind folosite și ca obiecte de schimb, folosite ca monede. Când se descoperă o cantitate relativ mare de bijuterii de valoare, s-a descoperit de fapt o comoară. Abia în secolul XX apar obiecte de podoabă din material plastic.

## Impactul asupra societății
Bijuteriile erau folosite pentru a denota statutul. În Roma antică, inelele puteau fi purtate doar de anumite ranguri, iar mai târziu, legile luxului dictau cine și ce tip de bijuterii puteau fi purtate. Aceasta se baza, de asemenea, pe rangul cetățenilor din acea vreme. 
Unele religii au reguli sau tradiții specifice în ceea ce privește bijuteriile (sau chiar le interzic), iar multe religii au edicte împotriva afișării excesive. Islamul, de exemplu, consideră că purtarea aurului de către bărbați este haram.Majoritatea bijuteriilor islamice erau sub forma zestrei miresei și, în mod tradițional, nu se transmiteau din generație în generație; în schimb, după moartea femeii, erau vândute în bazar și reciclate sau vândute trecătorilor. Astfel, bijuteriile islamice anterioare secolului al XIX-lea sunt extrem de rare.
Industria bijuteriilor a lansat o campanie la începutul secolului al XX-lea pentru a promova inelele de logodnă pentru bărbați care au câștigat popularitate și inelele de logodnă pentru bărbați care nu au câștigat, mergând atât de departe încât să creeze o istorie falsă și să pretindă că practica avea rădăcini medievale. Până la mijlocul anilor 1940, 85% dintre nunțile din SUA erau însoțite de o ceremonie cu două inele, față de 15% în anii 1920.
Unele confesiuni creștine interzic folosirea bijuteriilor atât de către bărbați, cât și de către femei, inclusiv bisericile Amish Mennonite și Holiness. Noul Testament al Bibliei conține îndemnuri împotriva purtării aurului, iar scrierile apostolilor Pavel și Petru și Apocalipsa descriu "marea prostituată", sau sistemul religios fals, ca fiind "împodobită cu aur, pietre prețioase și perle, cu o cupă de aur în mână".

## Galerie

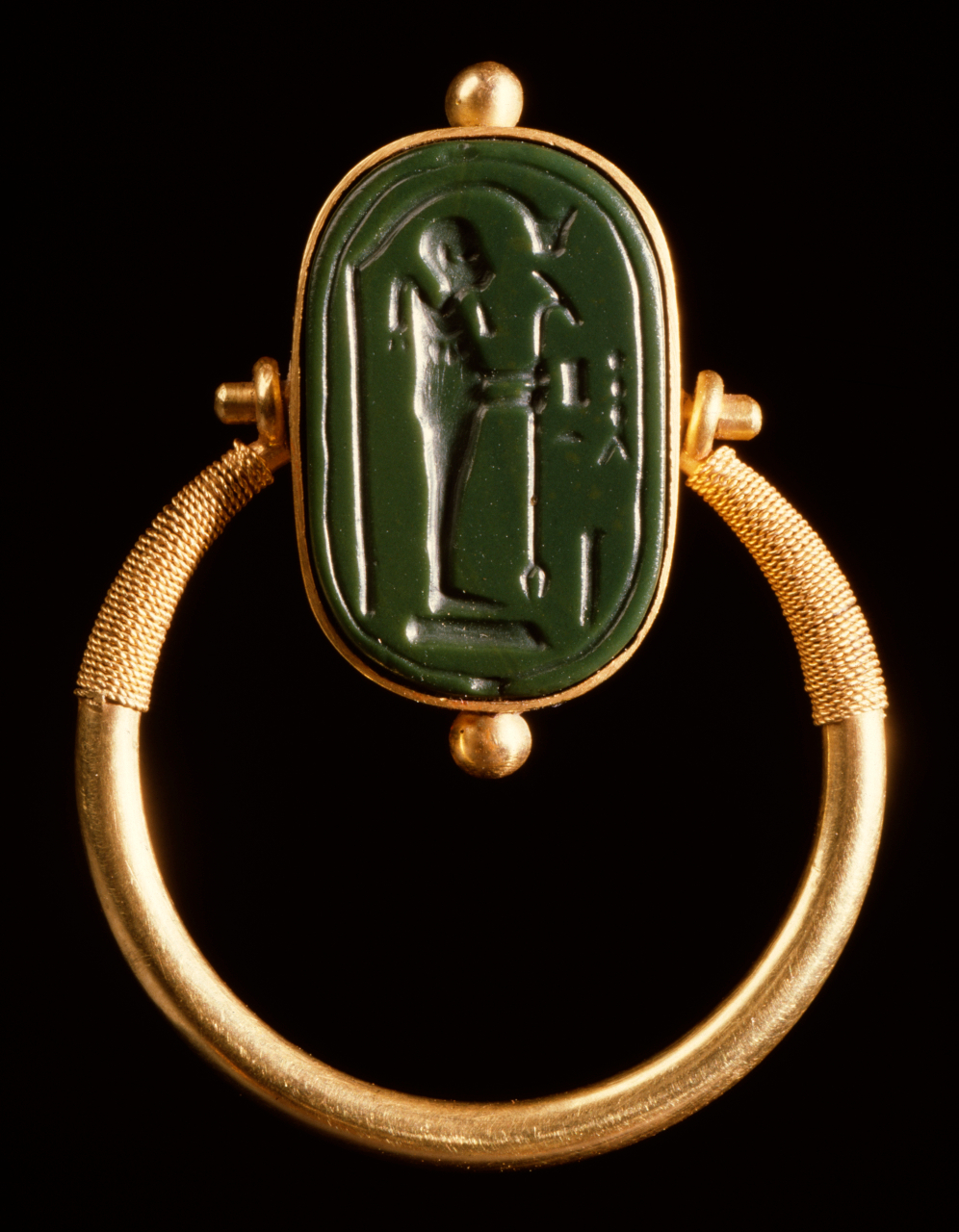
Inel cu Ptah din jasp și aur (664-322 î.Hr.)
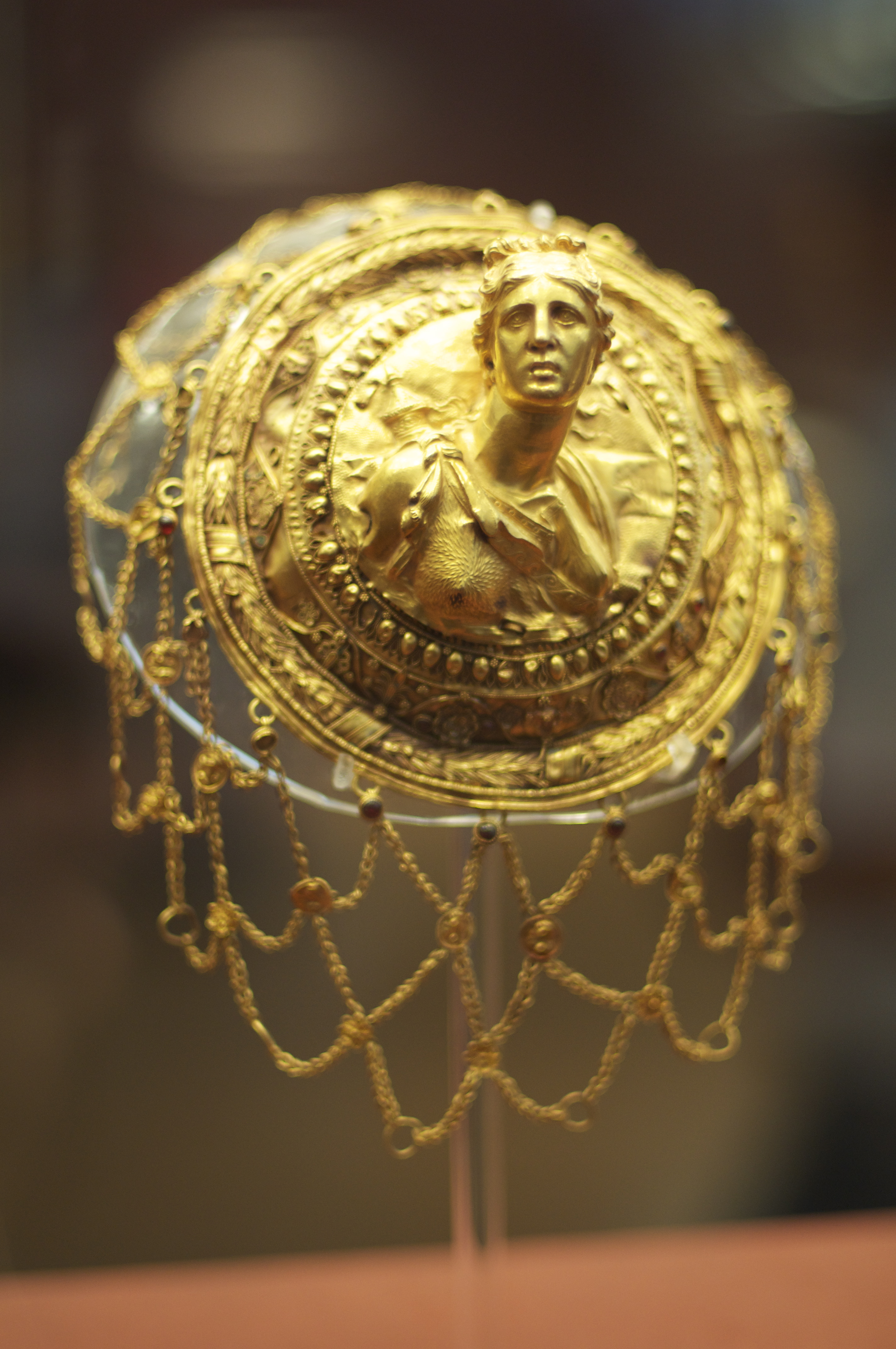
Plasă de păr din aur (300–200 î.Hr.)
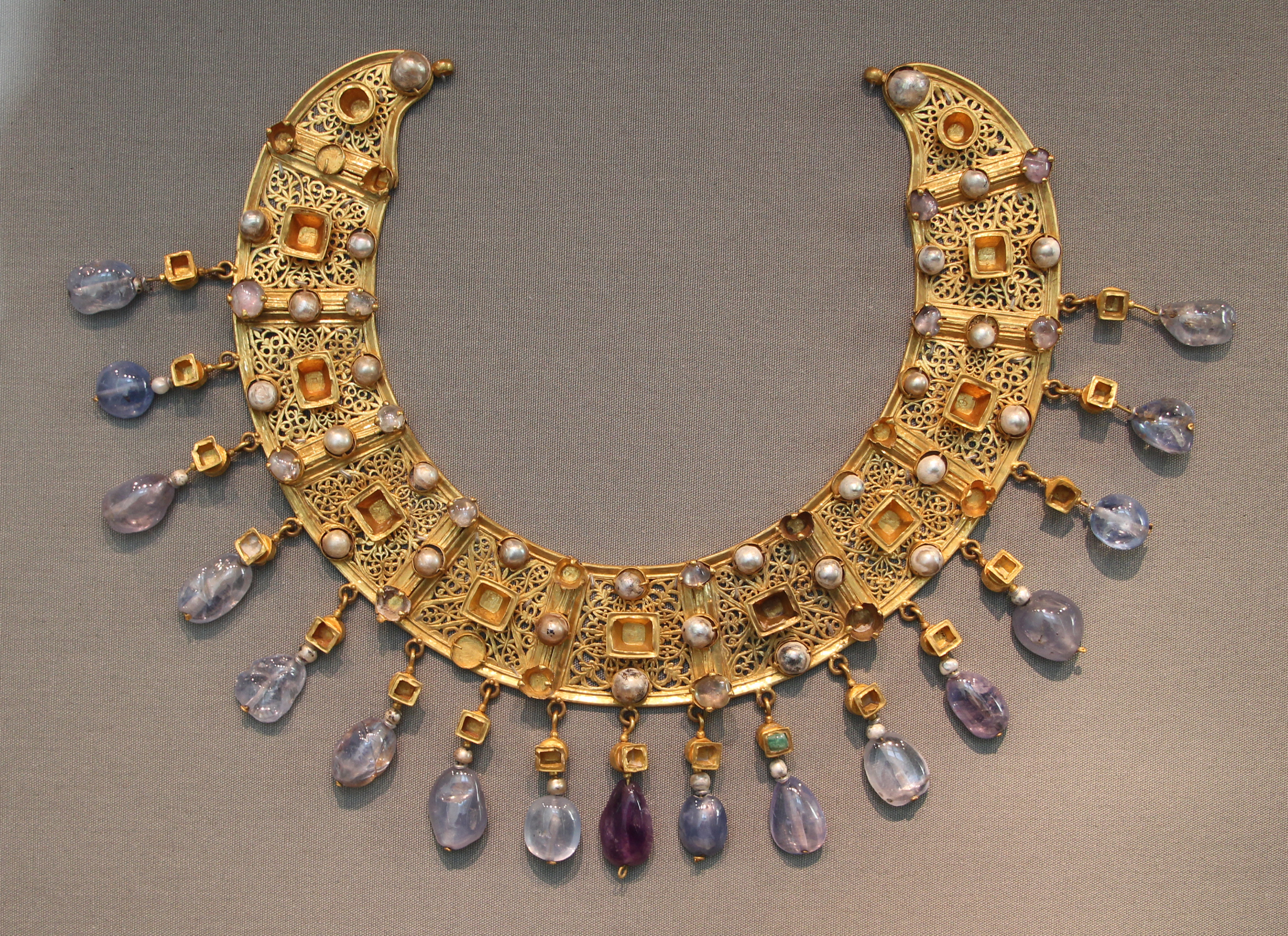
Colier bizantin din aur, decorat cu smarald, safir, ametist și perle. (sec. VI-VII d.Hr.)
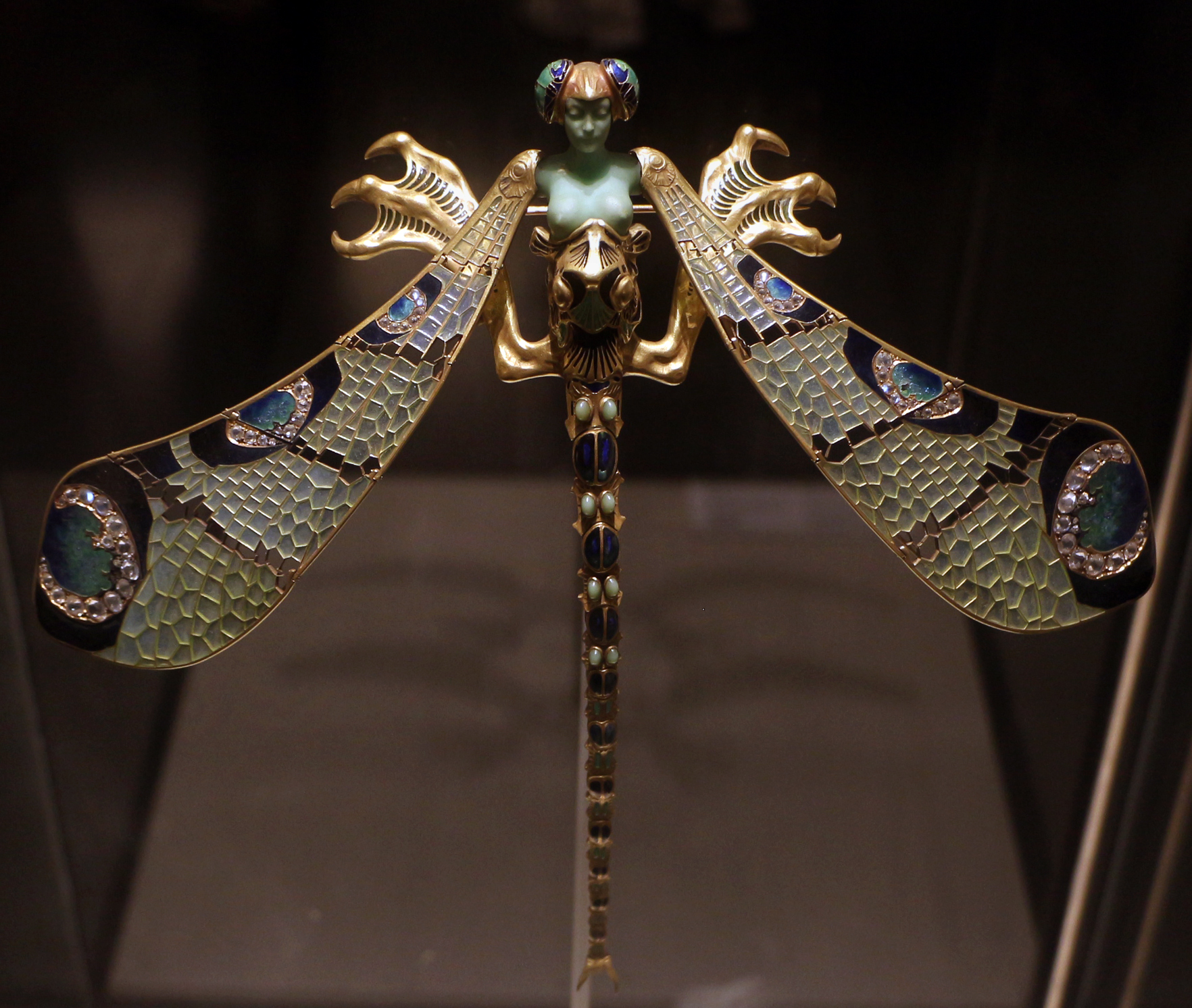
Broșă cu libelulă în stil Art Nouveau (1897–1898)
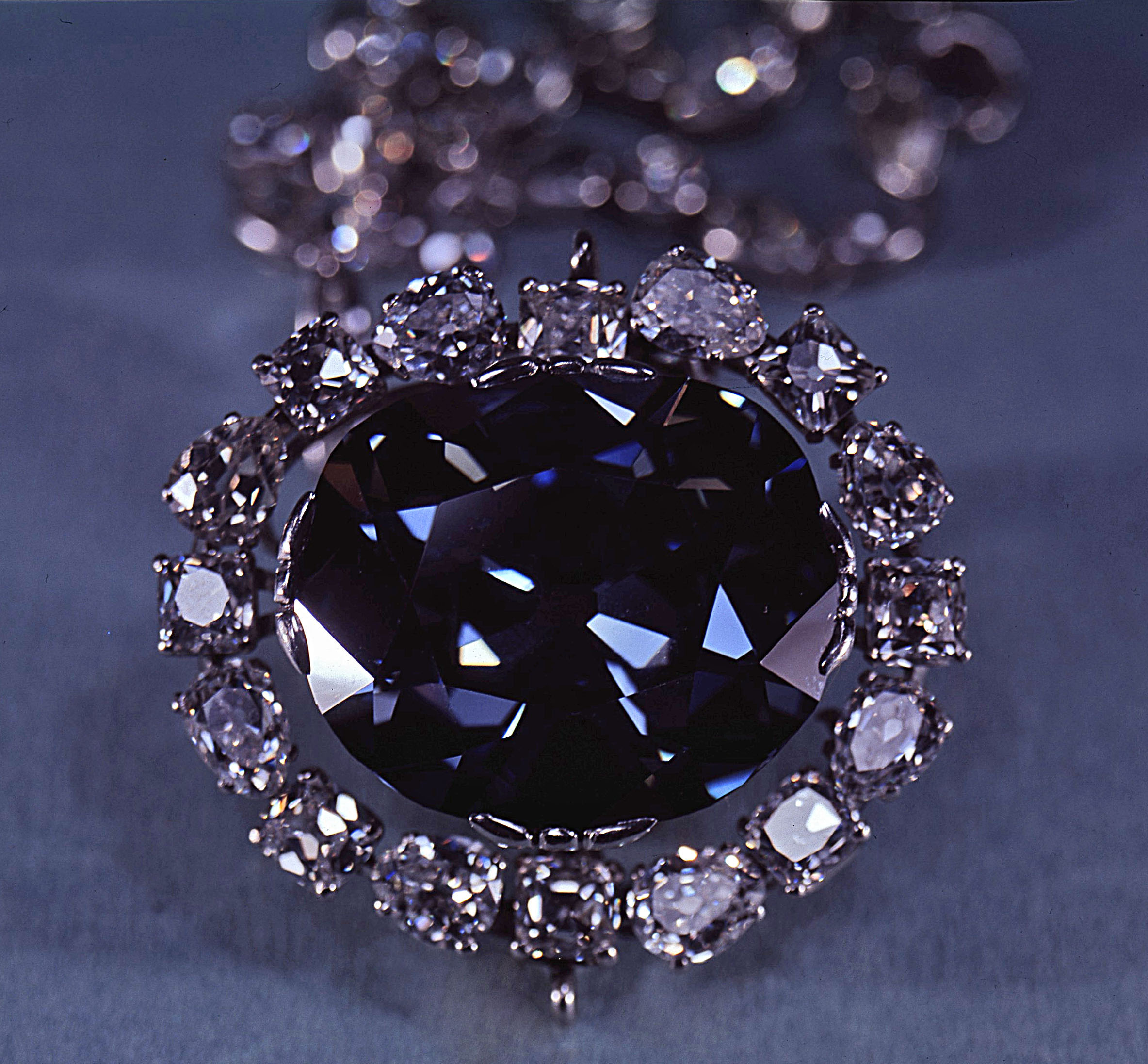
Diamantul Hope în 1974